# Lịch sử Toán học Việt Nam
Kỳ thi Toán ở Việt Nam được ghi nhận trong lịch sử sớm nhất là vào năm 1077 dưới đời vua Lý Nhân Tông, tuy nhiên Toán học không được coi trọng trong suốt chiều dài của thời kì phong kiến do chỉ phục vụ việc tính toán đo đạc. 
Nền Toán học Việt Nam hiện đại được cho là bắt đầu từ những nghiên cứu đầu tiên vào năm 1947 của Lê Văn Thiêm, tiến sĩ Toán học đầu tiên của Việt Nam.  Ngô Bảo Châu là nhà toán học Việt Nam đầu tiên giành được huy chương Fields vào năm 2010 cho công trình của ông về đại số Lie.

## Thời kỳ tiền hiện đại
Theo Khâm định Việt sử thông giám cương mục và Đại Việt sử ký toàn thư, các nhà nước phong kiến ở Việt Nam đã tổ chức các kỳ thi toán ở Quốc tử giám. Từ năm 1077, đời Lý Nhân Tông đã tổ chức kỳ thi Toán đầu tiên, cùng với thi Thư (viết chữ) và Hình luật để chọn người làm việc lại (lại viên). Các kỳ thi này không tổ chức định kỳ, thường thì cứ 10 năm hoặc 15 năm sẽ có một kỳ thi chọn "lại viên".
Trong lịch sử nhà nước phong kiến Việt Nam thì người làm việc tính toán lại không được coi trọng. Họ làm các công việc như coi sổ sách, giấy má, tính sưu thuế, tính diện tích các đám ruộng, việc binh lương và các việc quốc dụng khác như tính thể tích con đê, thành, hào, tính số gạch, gỗ... Nhà sử học Phan Huy Chú đã viết trong Lịch triều hiến chương rằng “Xét ra chức nha, lại cho là hèn thấp. Việc kiểm soát sổ sách không giao cho kẻ sĩ. Kẻ sĩ làm văn, cho việc lại là ti tiện nên không nhúng tay vào”.
Năm 1261, đời Trần Thánh Tông, thi lại viên với 2 môn Thư và Toán, ai trúng được sung vào chức Nội lĩnh sử. Các kỳ thi chọn lại viên tiếp theo được tổ chức vào các năm 1363, đời vua Trần Dụ Tông; năm 1373, đời vua Trần Duệ Tông; năm 1404, khi Hồ Hán Thương lên ngôi, thi chọn lại viên có môn Toán. Thời này, nhà Hồ không những bắt buộc chương trình thi toán mà còn áp dụng rộng rãi toán học vào kinh tế, sản xuất: dùng Toán học đo lại tổng số ruộng đất toàn quốc, lập thành sổ sách điền địa từng lộ, phủ, châu, huyện. Năm 1437, đời vua Lê Thái Tông có thi Toán với 690 người trúng cử được bổ các chức ở các nha môn. Tiếp theo, vào các năm 1475, 1477, 1483, 1507, 1572, 1722 và 1762 là kỳ thi chọn lại viên cuối cùng có thi Toán. Đặc biệt kỳ thi năm 1507, đời vua Lê Uy Mục tổ chức thi Toán ở sân Điện Giảng Võ có hơn 3 vạn thí sinh, 1.519 người trúng tuyển. Tuy nhiên, trong những năm sau đó, hoàn toàn không có thông tin gì về việc có môn toán hay không trong các kỳ thi. Phải đến năm 1762 mới có quy định về việc đưa môn toán vào trong các kỳ thi, nhưng chủ yếu là để tuyển “lại”, chứ không phải tuyển “quan”.
Đáng tiếc, lịch sử Việt Nam có nhiều biến động trong nửa sau giai đoạn phong kiến (đặc biệt là trong thế kỷ thứ 16 do ảnh hưởng của Trịnh – Nguyễn phân tranh), hay do việc thất lạc khi thời kỳ Bắc thuộc lần thứ tư diễn ra, hoặc do Chiến tranh Việt – Chiêm (1367–1396) đã làm thất lạc, tiêu hủy nhiều tài liệu, văn tịch của triều đình nên không có thông tin cụ thể về việc dạy và học toán ở Việt Nam đã diễn ra như thế nào trong thế kỉ thứ 11 đến thế kỉ thứ 15, 16, cũng như việc Toán học đã đến Việt Nam trong giai đoạn nào của lịch sử. Kì thi cuối cùng có phần tính toán được ghi nhận trong lịch sử là vào năm 1762, tuy nhiên người ta cũng không chắc chắn rằng sau đó liệu việc học và thi toán dưới triều nhà Nguyễn có xảy ra hay không.
Về tài liệu và sách vở Toán học, cuốn sách toán in sớm nhất còn được lưu trữ là quyển Cửu chương lập thành tính pháp, được đề tên do Phạm Hữu Chung viết, với bản in sớm nhất còn tồn tại là bản in vào năm 1713. Nhiều nguồn cho rằng cuốn sách toán in sớm nhất có thể thuộc về cuốn Toán pháp đại thành do Lương Thế Vinh biên soạn, tuy nhiên có nhiều nguồn nội dung bị nghi ngờ là khó có thể được soạn vào thế kỉ thứ 15, hay Lương Thế Vinh có thật sự là tác giả của Toán pháp đại thành hay không.
Những nhà toán học nổi bật trong thời kỳ này là:
- Vũ Hữu (1437–1530) tác giả Lập thành toán pháp (立 成 算 法).
- Lương Thế Vinh (1442–1496) tức Trạng Lường, ông được cho là biên soạn Toán pháp đại thành (算法大成) và Khải minh Toán học.
- Nguyễn Hữu Thận (1757-1831) tác giả Ý Trai toán pháp nhất đắc lục (意齋算法一得錄).

## Thời kỳ hiện đại
Những người Việt Nam có bằng cử nhân Toán sớm nhất là Nguyễn Xiển (Đại học Toulouse, 1930), Tạ Quang Bửu (Đại học Sorbonne, Bordeaux và Oxford, 1934), Hoàng Xuân Hãn (Đại học Sorbonne, 1935) và Nguyễn Thúc Hào (Đại học Khoa học Marseille, 1935). Năm 1936, Hoàng Xuân Hãn cho xuất bản cuốn Eléments de trigonométrie là cuốn giáo trình toán học Tây phương đầu tiên do người Việt biên soạn.

Những người Việt đầu tiên bảo vệ luận án tiến sĩ Toán học hiện đại là Lê Văn Thiêm (năm 1945, Đại học Göttingen), Phạm Tỉnh Quát (năm 1948, Đại học Paris), Phạm Mậu Quân (Đại học Paris, 1954). Có thể nói nền Toán học hiện đại Việt Nam bắt đầu vào năm 1947 khi Lê Văn Thiêm công bố một công trình toán học đầu tiên của một người Việt trên một tạp chí quốc tế
Le-Van, Thiem. Beitrag zum Typenproblem der Riemannschen Flächen. Commentarii Mathematici Helvetici 20, 270–287 (1947).
Năm 1949, Lê Văn Thiêm đã từ châu Âu về Việt Nam qua đường Thái Lan sau đó ông đi bộ từ Nam Bộ ra Việt Bắc, tham gia xây dựng trường hai trường  Đại học Sư phạm Khoa học và Đại học khoa học cơ bản ở chiến khu vào năm 1951. Trong khi đó, Phạm Tỉnh Quát trở về miền Nam và giảng dạy ở Đại học Sàì Gòn mới thành lập trong giai đoạn 1954-1956. Ông là người phụ trách đầu tiên của Ban Toán Đại học Khoa học Sài Gòn.
Từ sau 1954, nhiều người được gửi đi học và bảo vệ luận văn tiến sĩ Toán ở nước ngoài. Các trường đại học đã mở thêm các chuyên khoa toán.
Ở miền Bắc, ngay trong những năm chiến tranh, mỗi năm Nhà nước cử khoảng 100-150 sinh viên và khoảng 20 nghiên cứu sinh theo học ngành toán Liên Xô và Đông Âu. Trở về nước, họ trở thành những hạt nhân của các nhóm nghiên cứu trong các trường đại học. Vào thời kỳ này, miền Bắc Việt Nam đã xây dựng được những nhóm nghiên cứu mạnh về Tối ưu (do Hoàng Tụy lãnh đạo), lý thuyết kỳ dị (với sự hướng dẫn và giúp đỡ của các nhà toán học Việt kiều Frédéric Phạm, Lê Dũng Tráng), giải tích phức (Lê Văn Thiêm và các học trò).
Ở miền Nam Việt Nam, Đặng Đình Áng rời Viện Công nghệ California về nước năm 1960 và đảm nhận Trưởng ban Toán của Trường Đại học Khoa học thuộc Viện Đại học Sài Gòn. Với địa vị trưởng ban ông đã hiện đại hóa chương trình giảng dạy và đưa vào một số môn chưa từng được dạy như toán học tô pô, đại số trừu tượng, và giải tích hàm. Ba năm sau, ông thành lập chương trình chứng chỉ sau đại học "toán học thâm cứu" (Mathematiques Approfondies). Ông lập được một nhóm nghiên cứu mạnh về giải tích và phương trình đạo hàm riêng. Các nhà toán học khác như Nguyễn Đình Ngọc thì đã ngừng nghiên cứu từ khi về nước và chỉ tham gia giảng dạy.
Hội Toán học Việt Nam thành lập năm 1966 và tiếp đó là Viện Toán học Việt Nam thành lập năm 1969 đã giúp cho việc truyền bá và hình thành nền nghiên cứu toán học ở Việt Nam. Lê Văn Thiêm cùng với các nhà toán học khác (Hoàng Tụy, Tạ Quang Bửu) đã thành lập hai tạp chí toán học chuyên ngành Acta Mathematica Vietnamica và Vietnam Journal of Mathematics. Giáo sư Lê Văn Thiêm có đóng góp lớn trong việc thiết lập quan hệ hợp tác quốc tế giữa các nhà toán học Việt Nam và các nhà toán học thế giới. Ông đã đưa Hội Toán học Việt Nam tham gia vào Hội Toán học quốc tế với tư cách là thành viên chính thức, đưa Viện Toán học tham gia vào Trung tâm Toán học quốc tế Banach (Ba Lan). Nhờ mối quan hệ tốt và uy tín khoa học của ông mà nhiều nhà toán học có tên tuổi trên thế giới như Laurent Schwartz, Alexander Grothendieck, Stephen Smale và Noam Chomsky... đã sang Việt Nam và nhiệt tình giúp đỡ, cộng tác với các nhà toán học trẻ ở miền Bắc Việt Nam.
Từ sau 1975, cơ hội hợp tác với cộng đồng toán học quốc tế trở nên dễ dàng hơn. Nhiều nhà toán học trẻ đã có cơ hội học tập không chỉ ở Liên Xô và Đông Âu, mà còn ở những nước có nền toán học phát triển khác như Pháp, Đức, Ý, Nhật. Từ khoảng những năm 1985, kinh tế xã hội Việt Nam bước vào giai đoạn khủng hoảng và đầu thập niên 1990 khi kinh tế chuyển đổi sang giai đoạn thị trường, nhiều nhà toán học phải rời bỏ chuyên môn của mình để làm nghề khác kiếm sống. Tuy nhiên toán học Việt Nam vẫn tồn tại và phát triển qua giai đoạn khó khăn này và đặc biệt nhận được sự giúp đỡ của các nhà toán học Việt Nam ở nước ngoài cùng với cộng đồng toán học thế giới qua các chương trình hợp tác: Chương trình hợp tác Pháp-Việt (ForMath Vietnam), Quỹ học bổng Alexander-von-Humboldt (CHLB  Đức), JSPS (Nhật), ICTP (Ý).
Năm 2010, giáo sư Ngô Bảo Châu là người Việt Nam đầu tiên nhận giải thưởng Fields cho công trình năm 2008 chứng minh Bổ đề cơ bản cho các đại số Lie. Viện Nghiên cứu cao cấp về Toán do giáo sư Ngô Bảo Châu làm giám đốc khoa học, được thành lập ngày 23 tháng 12 năm 2010 nhằm mục tiêu trở thành một trung tâm toán học xuất sắc, tạo môi trường làm việc tương đương với một số nước phát triển về Toán, và là nơi trao đổi học thuật nhằm nâng cao năng lực khoa học của các nhà nghiên cứu, giảng dạy và ứng dụng toán học Việt Nam.
Từ năm 2014, Việt Nam có số lượng công bố Toán học được liệt kê trong cơ sở dữ liệu Web of Science (Thomson Reuters) vượt Singapore và dẫn đầu khu vực Đông Nam Á.